# Samuel J. Danishefsky
Samuel J. Danishefsky (né le 10 mars 1936) est un chimiste américain travaillant comme professeur à la fois à l'Université Columbia et au Memorial Sloan-Kettering Cancer Center à New York.

## Jeunesse
Samuel J. Danishefsky est né en 1936 aux États-Unis. Il obtient son BS de l'Université Yeshiva en 1956. Il obtient son doctorat en chimie de l'Université Harvard en 1962 avec Peter Yates, ce qui chevauche partiellement une bourse postdoctorale des National Institutes of Health dans le laboratoire de Gilbert Stork à l'Université Columbia

## Carrière académique
Après avoir terminé son doctorat, il devient professeur à l'Université de Pittsburgh, où il atteint finalement le rang de professeur d'université et enseigne jusqu'en 1979. De 1979 à 1993, il est professeur à l'Université Yale, où il atteint le rang de Sterling Professor of Chemistry. En 1991, il partage son temps avec le Memorial Sloan-Kettering Cancer Center en tant que directeur du Laboratoire de chimie bioorganique de la recherche sur le cancer, devenant président en 1993. Il accepte un poste de professeur à l'Université Columbia en 1993 et partage son temps entre Columbia et Sloan-Kettering.

## Recherches
Samuel J. Danishefsky est connu pour son rôle dans la synthèse de nombreux composés organiques complexes, dont beaucoup sont liés aux produits pharmaceutiques. Parmi les molécules synthétisées par Danishefsky à l'Université Columbia figurent les épothilones et la calichéamicine, qui sont des produits naturels prometteurs comme agents anticancéreux.
La synthèse totale du taxol de Danishefsky est la troisième synthèse de taxol, un produit naturel très topique. Avec la synthèse totale du taxol de Holton et la synthèse totale du taxol de Nicolaou, ces séquences multiétapes illustrent l'état de l'art en matière de synthèse totale.
En 1995/96, il partage le prix Wolf de chimie avec Gilbert Stork de l'Université Columbia pour "la conception et le développement de nouvelles réactions chimiques qui ont ouvert de nouvelles voies à la synthèse de molécules complexes, en particulier les polysaccharides et de nombreux autres composés biologiquement et médicalement importants".
Il reçoit plusieurs autres prix, dont le Guenther Award de l'American Chemical Society (ACS) et le Aldrich Award for Creative Work in Synthetic Organic Chemistry, la FA Cotton Medal for Excellence in Chemical Research de l'ACS, le Prix Tetrahedron (1996), le prix Arthur C. Cope (1998). En 2006, il reçoit la médaille Benjamin Franklin en chimie pour ses réalisations en chimie organique de synthèse, notamment pour le développement de méthodes de préparation de substances complexes trouvées dans la nature, et leurs applications émergentes dans le domaine du traitement du cancer. Il est membre du Conseil des gouverneurs scientifiques de l'Institut de recherche Scripps. Il est titulaire d'un doctorat honorifique de l'Université Yeshiva.